# Honda Legend

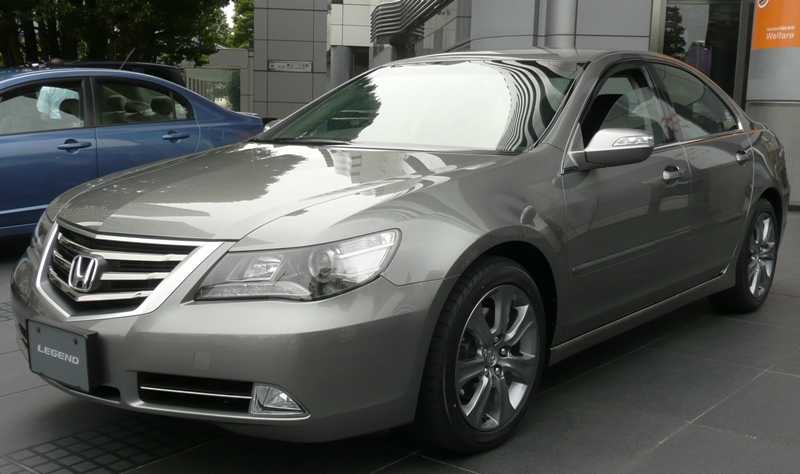
Fjärde generationens Honda Legend (2004-framåt)

Honda Legend är en lyxbil av märket Honda. Legend är en relativt ovanlig bilmodell i Sverige. Den är populärare på den amerikanska marknaden, där den säljs som Acura Legend. 
Honda Legend har funnits i fyra generationer sedan 1985. Bilen är en fyrdörrars sedan, men fram till 1995 fanns det även en kupémodell. Senaste modellskiftet kom år 2004 och bilen fick då ett markant nytt utseende med svepande linjer.